# Teenage Dream: The Complete Confection
Teenage Dream: The Complete Confection é uma reedição do terceiro álbum de estúdio da cantora norte-americana Katy Perry, Teenage Dream (2010). Foi lançado em 23 de março de 2012 através da Capitol Records, quase dois anos após o álbum original. Perry colaborou com produtores incluindo Tricky Stewart para refinar o material que sobrou das sessões de gravação de Teenage Dream. O produto final contém três gravações inéditas, as quais incorporal estilos pop anteriormente vistos no álbum original, uma versão acústica de "The One That Got Away" e três remixes adicionais.
Após seu lançamento, Teenage Dream: The Complete Confection recebeu avaliações geralmente favoráveis dos críticos musicais, que eram ambivalentes em relação à produção das novas músicas, mas questionaram a decisão de relançar Teenage Dream. Como lançamento independente, a reedição alcançou o top dez na Austrália, Nova Zelândia, Reino Unido e Estados Unidos. Ao final de 2012, já havia vendido mais de um milhões de cópias mundialmente.
Três singles foram lançados de Teenage Dream: The Complete Confection. O carro-chefe, "Part of Me", estreou no topo da Billboard Hot 100, enquanto o segundo single, "Wide Awake", atingiu a segunda posição no país. O terceiro single, "Hummingbird Heartbeat", inicialmente lançado na versão padrão do álbum, foi promovido juntamente com a reedição do disco. As duas canções posteriormente lançadas receberam o certificado de platina quíntupla da Recording Industry Association of America (RIAA). A reedição foi promovida ainda por performances ao vivo durante o Grammy Awards de 2012 e o Billboard Music Awards de 2012, em adição ao documentário autobiográfico Katy Perry: Part of Me (2012).

## Antecedentes
Em Outubro de 2010, em entrevista à Entertainment Today, a cantora barbadense Rihanna afirmou que juntamente com Perry falavam na possibilidade colaborarem: "Temos personalidades parecidas e um senso de humor semelhante. Nessa indústria há muita gente falsa, mas Katy é um espírito livre. Nós queremos ir para o estúdio e esperamos fazer algo para este álbum ou para o relançamento dele. Vamos fazer algo juntas, com certeza!". Em Novembro do mesmo ano, Rihanna voltou a falar sobre o possível dueto, afirmando o seguinte: "Katy mandou-me uma música há um tempo atrás e ela queria que eu fizesse parte dela[...] É a minha menina e a música é incrível. Estaremos a gravar, juntas, muito em breve".

"Parece que este disco [Teenage Dream] nunca acaba! Obviamente, vou fechar este capítulo em breve... estou pronta para fazer um novo álbum e talvez tentar outra abordagem artística, e vou fechar o livro sobre Teenage Dream em breve, mas [The Complete Confection] pareceu-me realmente orgânico. Estou a fazer isto principalmente para os fãs mais radicais, porque eles gostam sempre destes extras. E também, não poderia colocar mais de doze músicas no Teenage Dream original, e tinha escrito mais canções... finalmente quis incorporá-las."

— Katy Perry, em entrevista para a MTV News, descrevendo o motivo do lançamento de The Complete Confection.
Em Março de 2011, um representante de Dr. Luke afirmou que o produtor havia terminado em Fevereiro um novo single para Katy, que juntos teriam criado no mês anterior, descrevendo a música como "incrível". Em Outubro, o norte-americano Tricky Stewart - que trabalhou em três canções de Teenage Dream - disse ao canal MTV que estava de volta ao estúdio com a artista para trabalhar em sobras de Teenage Dream: "Eu e Katy estivemos num estúdio apenas para acertar algumas questões com certas faixas que tínhamos gravado no passado e que não tinham entrado no 'Teenage Dream'. Por isso estamos no processo de apenas ouvir e actualizar as coisas e preparando-nos para algo especial que ela está a planear", afirmou. Segundo o produtor, uma dessas músicas chama-se "Dressin Up", que denominou como "muito especial".
Em Janeiro de 2012, a editora discográfica de Perry confirmou oficialmente o relançamento do disco. Intitulado Teenage Dream: The Complete Confection, o seu alinhamento consiste em todas as faixas do original, nas remisturas de "E.T." com Kanye West e "Last Friday Night (T.G.I.F.)" com Missy Elliot, a versão acústica de "The One That Got Away" e disponibilizada para descarga digital meses antes, três músicas inéditas e uma longa remistura que reunirá todos os seis singles do álbum original. Numa declaração oficial, a artista afirmou o seguinte: "Esta é a história completa de Teenage Dream. Foi uma honra incrível empatar com o "Rei do Pop" no recorde da Billboard Hot 100, mas vou seguir em frente [...]. Então esta é a edição especial completa do meu álbum para os meus fãs". Em Março, a capa de arte foi revelada, e a 26 do mesmo mês relançada a colecção.

## Singles
Em 9 de fevereiro, a capa de "Part of Me", primeiro single do disco, foi divulgada pela loja virtual Amazon.com, com o lançamento da canção ocorrendo quatro dias após. Pouco mais de uma semana depois, a faixa estreou no primeiro lugar da parada Billboard Hot 100.

## Alinhamento de faixas
| N.º | Título                                             | Compositor(es)                                                               | Produtor(es)                                                                           | Duração |  |
| 1.  | "Teenage Dream"                                    | Katy Perry Bonnie McKee Lukasz Gottwald Max Martin Benjamin Levin            | Dr. Luke Martin Benny Blanco                                                           | 3:47    |  |
| 2.  | "Last Friday Night (T.G.I.F.)"                     | Perry McKee Gottwald Martin                                                  | Dr. Luke Martin                                                                        | 3:50    |  |
| 3.  | "California Gurls" (com Snoop Dogg)                | Perry McKee Calvin Broadus Gottwald Martin Levin Brian Wilson Mike Love      | Dr. Luke Martin Blanco                                                                 | 3:56    |  |
| 4.  | "Firework"                                         | Perry Tor Hermansen Mikkel Eriksen Ester Dean Sandy Wilhelm                  | Stargate Sandy Vee                                                                     | 3:47    |  |
| 5.  | "Peacock"                                          | Perry Hermansen Eriksen Dean                                                 | Stargate                                                                               | 3:51    |  |
| 6.  | "Circle the Drain"                                 | Perry Christopher Stewart Monte Nueble                                       | Stewart                                                                                | 4:32    |  |
| 7.  | "The One That Got Away"                            | Perry Gottwald Martin                                                        | Dr. Luke Martin                                                                        | 3:47    |  |
| 8.  | "E.T."                                             | Perry Joshua Coleman Gottwald Martin                                         | Dr. Luke Martin                                                                        | 3:26    |  |
| 9.  | "Who Am I Living For?"                             | Perry Brian Thomas Nueble Stewart                                            | Stewart                                                                                | 4:08    |  |
| 10. | "Pearl"                                            | Perry Stewart Greg Wells                                                     | Wells Stewart                                                                          | 4:07    |  |
| 11. | "Hummingbird Heartbeat"                            | Perry Nueble Stacy Barthe Stewart                                            | Stewart                                                                                | 3:32    |  |
| 12. | "Not Like the Movies"                              | Perry Wells                                                                  | Wells                                                                                  | 4:01    |  |
| 13. | "The One That Got Away" (acústico)                 | Perry Gottwald Martin                                                        | Jon Brion                                                                              | 4:18    |  |
| 14. | "Part of Me"                                       | Perry McKee Gottwald Martin Henry Walter                                     | Dr. Luke Martin Cirkut                                                                 | 3:35    |  |
| 15. | "Wide Awake"                                       | Perry Martin Gottwald McKee Walter                                           | Dr. Luke Martin                                                                        | 3:41    |  |
| 16. | "Dressin' Up"                                      | Perry Matt Thiessen Stewart Neuble                                           | Stewart                                                                                | 3:44    |  |
| 17. | "E.T." (com Kanye West)                            | Perry Gottwald Martin Joshua Coleman Kanye West                              | Dr. Luke Ammo Martin                                                                   | 3:50    |  |
| 18. | "Last Friday Night (T.G.I.F.)" (com Missy Elliott) | Perry Gottwald Martin McKee Melissa Elliott                                  | Dr. Luke Martin Elliott                                                                | 4:00    |  |
| 19. | "Tommie Sunshine's Megasix Smash-Up"               | Perry Gottwald Martin Levin McKee Broadus Hermansen Eriksen Vee Dean Coleman | Dr. Luke Blanco Martin Stargate Vee (remistura e produção adicional de Thomas Lorello) | 7:03    |  |

Nota(s)
- "Tommie Sunshine's Megasix Smash-Up" é uma remistura que contém elementos de "California Gurls", "Teenage Dream", "Firework", "E.T.", "Last Friday Night (T.G.I.F.)" e "The One That Got Away".

## Desempenho nas tabelas musicais
Após o lançamento da reedição, o disco alcançou a décima terceira posição na tabela New Zealand Albums Chart e foi certificado tripla platina, com mais de 45 mil cópias vendidas na Nova Zelândia. Teenage Dream re-entrou na lista dos dez mais vendidos da Billboard 200 após o relançamento, subindo do 31.º lugar até ao 7.º (subindo de 190 por cento nas vendas em relação à semana anterior) com 33 mil unidades vendidas.